# خوک‌آهوی سولاوسی شمالی
خوک‌آهوی سولاوسی شمالی (نام علمی: Babyrousa celebensis) نام یک گونه از سرده خوک‌آهو است.